# Černov

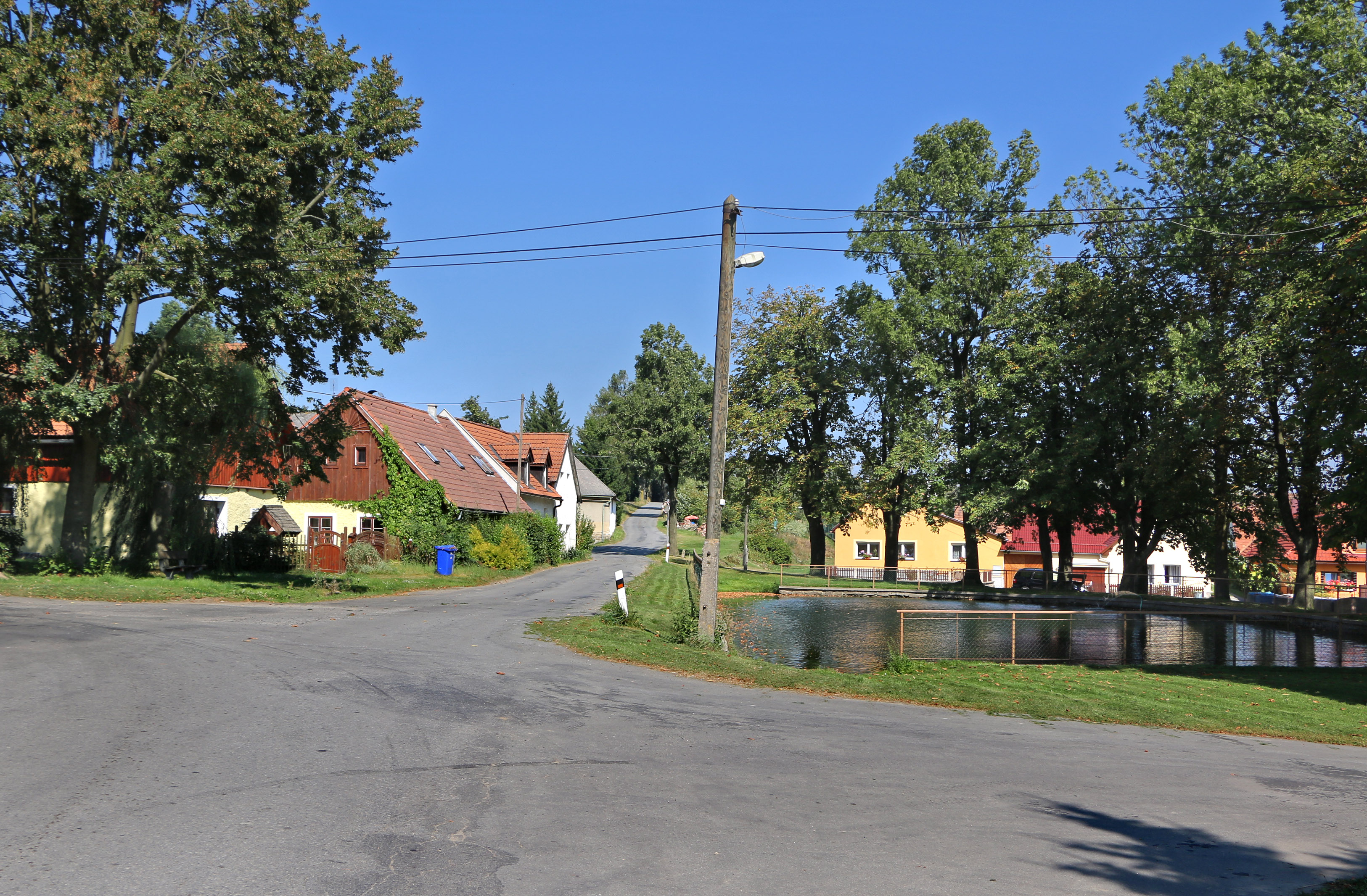
Dorfplatz

Černov (deutsch Tschernow) ist eine Gemeinde in Tschechien. Sie liegt elf Kilometer südöstlich von Pelhřimov und gehört zum Okres Pelhřimov.

## Geographie
Černov befindet sich auf einer Hochfläche am Fuße des Blažkův vrch (717 m) in der Böhmisch-Mährischen Höhe. Südöstlich erhebt sich der Jelení hora (655 m). Das Dorf liegt auf der Europäischen Hauptwasserscheide zwischen Elbe und Donau, welche über den Prachatický les bis zum Křemešník verläuft. Westlich von Černov entspringt der Pláňavský potok und nördlich die Kamenička, die ihre Wasser südwärts führen.
Zwei Kilometer westlich liegt die Bahnstation Nová Buková an der Eisenbahn von Pelhřimov nach Jindřichův Hradec.
Nachbarorte sind Chrástov im Norden, Těšenov im Osten, Horní Cerekev im Südosten, Hříběcí im Süden, Nová Buková im Westen sowie Letny im Nordwesten.

## Geschichte
Die erste urkundliche Erwähnung von Černov stammt aus dem Jahre 1590.

## Gemeindegliederung
Für die Gemeinde Černov sind keine Ortsteile ausgewiesen.

## Sehenswürdigkeiten
- Kapelle am Dorfplatz
- Marterl bei der Schule